# Dianthus moesiacus
Dianthus moesiacus là loài thực vật có hoa thuộc họ Cẩm chướng. Loài này được Vis. & Pancic mô tả khoa học đầu tiên năm 1870.